# Snowfalls
«Snowfalls» (en ruso Snegopady), traducido al español es Nevadas, es el tercer sencillo del álbum de estudio Waste Management, del dúo de cantantes rusas t.A.T.u.
Principalmente fue conocida la versión en ruso, con el videoclip, pero en julio de este año salió el video con la canción en inglés, el cual se lanzó en Mtv Baltic. El estreno del vídeo fue el 13 de julio de 2009. La música fue compuesta por Slowman y la letra por Katya Salem y t.A. Music.
El vídeo muestra a Yulia y Lena después de terminar el rodaje de 220, conduciendo unas motos. Mientras conducen a toda velocidad, se ven rodeadas de policías y toman la decisión de estrellarse la una contra la otra, antes que ser capturadas.
El video fue lanzado en MTV Brasil alcanzando el top 5, estrenándose el 9 de agosto de 2010.
- Datos: Q1645456